# 雨宮るみ子
雨宮 るみ子（あまみや るみこ、1959年2月28日 - ）は、福岡県出身の女優。旧芸名は雨宮 留美子。身長は155cm、体重は49kg、バスト88cm、ウェスト63cm、ヒップ88cm、靴サイズ23cmである。特技はシャンソン、スポーツ。東京映像芸術学院卒業。希楽星所属。元劇団ひまわり。

## 出演

### テレビ

#### テレビ朝日
- 渋谷系女子プロレス - 綾乃 役

#### TBS系列
- ベストタイム
- 恋を何年休んでますか 第6話
- はーいTBSです
- 月曜ミステリー劇場 新・女借金取りが行く
- 恋を何年休んでますか - 美容院の客 役
- Stand Up!! 第8話

#### フジテレビ系列
- ビッグマネー!〜浮世の沙汰は株しだい〜 第7,9話 - 木本美幸の母親 役
- 薔薇の十字架 - ヘルパー林 役
- 笑ってる場合ですよ!
- ブランド - 壮一郎の母 役
- 太陽は沈まない - 少年の母 役
- ビートたけしのTVタックル
- こたえてちょーだい
- ライアーゲーム

#### 日本テレビ系列
- ストレートニュース 第5話 - 藤原強の母 役
- サイコドクター 第3話 - いづみの母（写真） 役
- 最後の弁護人 第4話
- 火曜サスペンス劇場 眠らない電話

#### テレビ東京系列

##### 水曜ミステリー9
- 子だくさん刑事!貧しくとも家族が一番
3男4女の花巻家は元気パワー全開!!目撃者2人の証言が違う…復讐に隠された家族愛"理由なき殺人か"
- 内田康夫サスペンス 信濃のコロンボ11 最強の推理に挑む
埋もれ火・美しい女には毒がある・前妻そして愛人が消された!血液型AB型が語る13年目の真相…

#### NHK
- ハイビジョンサスペンス 海猿

#### 不明
- 日本全国昼休み
- FLY - 立川さつき 役

### インターネット
- 食い逃げカップル 〜地獄の逃走5万キロ〜

### 映画
- プリンセスイヤー - スナックのママ 役
- 母のいる場所
- 催眠
- メッセンジャー
- 白い船

### その他
- ピーマン（レコード）